# ناوچه کلاس المدینه
| ناوچه کلاس المدینه ·                    | ناوچه کلاس المدینه · |
| --------------------------------------- | --- |
| ناوچه کلاس المدینه با شماره شناسایی 702 | |
| اطلاعات کلی                             | |
| نوع کشتی                                | ناوچه |
| کلاس                                    | المدینه (ساخت فرانسه برای عربستان سعودی                                                                                     |
| کشور سازنده                             | فرانسه |
| ساخت کارخانه                            | گروه نیوال-لسن سور مر |
| تاریخ سفارش                             | 1985 |
| ورود به ناوگان                          | از 1985 به تعداد 4 عدد |
| مشخصات                                  | |
| طول کشتی                                | 115 متر |
| پهنای بدنه                              | 12 متر |
| ارتفاع ستون                             | 4 متر آبخور |
| بارگیری استاندارد                       | 1990 تن |
| حداکثر ظرفیت بارگیری                    | 2610 تن |
| نوع موتور                               | 2 موتور دیزل پولستیک با توان 32/500 اسب بخار                                                                                |
| تعداد خدمه                              | 179 نفر |
| سرعت                                    | 56 کیلومتر بر ساعت-30گره |
| برد عملیاتی                             | 15000 کیلومتر-8000 ناتیکال مایل                                                                                             |
| جنگ‌افزارها                              | |
| سیستم موشکی                             | 8 موشک ضد کشتی اتومات-4 اژدر انداز تورپدو                                                                                   |
| رادار                                   | DRBV-15-DRBC-32E به همراه سونار CSF Diodon                                                                                  |
| توپخانه ضدهوایی                         | 1 توپخانه 100 میلی‌متری-2 تیربار 40 میلی‌متری                                                                                 |
| موشک دفاع هوایی                         | یک لانچرموشک کروتال به همراه 24 موشک                                                                                        |
| هواگردهای قابل حمل                      | یک فروند یوروکوپتر ای‌اس۳۶۵ دوفین می‌تواند در خود جای دهد و دارای آشیانه برای پذیرایی است.                                    |
| سرنوشت                                  | |
| تاریخ و محل بازسازی                     | یکی از ناوچه‌ها به نام المدینه در سال 2017 مورد هدف نیروهای یمنی قرار گرفت و آسیب جدی دید. این ناوچه در سال 2020 بازسازی شد. |

ناوچه کلاس المدینه یک نوع ناوچه سبک است که به سفارش عربستان برای نیروی دریایی عربستان ساخته شده‌است. تاکنون ۴ عدد از این ناوچه ساخت و تحویل داده شده‌است. اولین ناوچه با نام المدینه در سال ۱۹۸۵ و آخرین ناوچه با نام طائف در سال ۱۹۸۶ ساخته شد. این ناوچه‌ها در دریای سرخ مستقر هستند.

## توضیحات ساخت و مشخصات
این ناوچه‌ها توسط گروه نیوال به سفارش عربستان سعودی در سال ۱۹۸۵ در فرانسه ساخته شدند. وزن این ناوچه‌ها در حالت بارگیری استاندارد ۱۹۹۰ تن است و توانایی بارگیری حداکثر ۲۶۱۰ تن را نیز دارند. ناوچه‌ها مسلح به هشت تیر موشک ضد کشتی اتومات هستند. در بخش ضدهوایی دارای ۱ لانچر موشک کورتال به همراه ۲۴ موشک ذخیره و یک توپ ۱۰۰ میلی‌متری ضدهوایی می‌باشند. این کلاس همچنین مجهز به سونار و ۴ محفظه اژدر انداز است. در عقب ناو یک آشیانه تعبیه شده که توانایی پذیرایی از یک یوروکوپتر ای‌اس۳۶۵ دوفین را دارد.

## ناوچه‌های این کلاس
| کشتی      | سازنده           | آب اندازی      | راه اندازی شده | تکمیل شد      |
| --------- | ---------------- | -------------- | -------------- | ------------- |
| ۷۰۲ مدینه | آرسنال دی لوریان | ۱۵ اکتبر ۱۹۸۱  | ۲۳ آوریل ۱۹۸۳  | ۴ ژانویه ۱۹۸۵ |
| ۷۰۴ هفوف  | گروه نیوال       | ۱۴ ژوئن ۱۹۸۲   | ۲۴ ژوئن ۱۹۸۳   | ۳۱ اکتبر ۱۹۸۵ |
| ۷۰۶ آبها  | گروه نیوال       | ۱۷ دسامبر ۱۹۸۲ | ۲۳ دسامبر ۱۹۸۳ | ۴ آوریل ۱۹۸۶  |
| ۷۰۸ طائف  | گروه نیوال       | ۱ مارس ۱۹۸۳    | ۲۵ مه ۱۹۸۴     | ۲۹ اوت ۱۹۸۶   |

## سابقه عملیاتی
در ماه اوت سال ۲۰۱۳ عربستان و فرانسه قراردادی را برای ارتقا ناوچه‌های کلاس المدینه امضا کردند.
در ۳۰ ژانویه سال ۲۰۱۷ ناوچه المدینه توسط نیروهای حوثی مورد حمله قرار گرفت که طی آن ۲ ملوان کشته و ۳ ملوان زخمی شدند. در این حمله به انتها و میانه کشتی آسیب جدی وارد شد.